# Dirty Grandpa
Dirty Grandpa (Mi abuelo es un peligro en Hispanoamérica) es una película de carretera de comedia sexual estadounidense de 2016 escrita por John Philips y dirigida por Dan Mazer. Es protagonizada por Zac Efron, Robert De Niro, Joseph Jimrey y Zoey Deutch. Fue estrenada el 26 de febrero de 2016.

## Argumento
Jason Kelly (Zac Efron) es un abogado que trabaja para su padre. La abuela de Jason muere, y después del funeral, su abuelo veterano del ejército, el teniente coronel Dick Kelly (Robert De Niro), le pide a Jason que lo lleve a Boca Ratón, Florida. Jason se casará en una semana con su controladora prometida, Meredith (Julianne Hough), pero de todos modos decide llevar a su abuelo.
En el camino, los dos se encuentran con la vieja compañera de fotografía de Jason, Shadia (Zoey Deutch), junto con sus amigos Lenore (Aubrey Plaza) y Bradley (Jeffrey Bowyer-Champan). Dick y Lenore se sienten instantáneamente atraídos el uno por el otro. Dick les dice a las chicas que él es profesor y que Jason es fotógrafo. Todos van por caminos separados, pero Dick convence a Jason de que deberían conocer a las chicas en Daytona Beach, Florida , porque Dick quiere tener sexo con Lenore. Los dos van a un campo de golf, donde Dick coquetea con dos mujeres.
En Daytona Beach, se encuentran con las chicas y sus amigas, Cody y Brah, con quienes compiten en tragos de cerveza. Esa noche, un borracho Jason, vestido con nada más que una riñonera Hornet, fiestas y fuma crack que obtiene de un traficante de drogas llamado Pam. Roba una motocicleta y se despierta al día siguiente en la playa. Durante un incómodo FaceTime con Meredith, un niño agarra la riñonera y se la quita; su padre sospecha que Jason es un pervertido y llama a la policía, que arresta rápidamente a Jason. Dick lo rescata, y los dos visitan a su viejo amigo del ejército de Dick, Stinky (Danny Glover), en un hogar de ancianos. Se encuentran nuevamente con las chicas y entran en un concurso de flexión con Cody y Brah; Cuando pierden, Dick manipula un cañón de camisetas para disparar una lata de cerveza al dúo ganador, enviándolos al hospital. Con Cody y Brah en el hospital, Jason y Dick toman su habitación de hotel. Después de que Dick le revela a Jason que fue un boina verde, ambos van a un club nocturno con las chicas. Dick se pelea con algunos hombres después de que intimidasen a Bradley por su homosexualidad. Al día siguiente, Jason va a una protesta con Shadia y ella le dice que se marchará pronto y que se irá a vivir a un barco durante un año.
Esa noche, Jason planea decirle a Shadia quién es realmente, pero antes de que pueda hacerlo, Cody lo busca en internet y le dice a Shadia que Jason ya está comprometido. Jason luego es atrapado con drogas y le meten en la cárcel nuevamente. Al día siguiente, Dick lo rescata y le dice a Jason que su verdadera razón para el viaje fue convencer a Jason de no continuar con la boda. Jason deja a Dick y regresa a casa.
Durante el ensayo de su boda, Dick piratea el sistema informático y revela fotos embarazosas de Jason durante la fiesta. Jason dice que no puede casarse con Meredith, quien revela que ella tuvo una aventura amorosa con su primo, aunque Jason no escucha esta información debido a la mala acústica, su primo rápidamente le dice que Meredith le ha dicho que haga lo que quiere hacer. Él, Dick y Pam, con David (el hijo de Dick y el padre de Jason) (Dermot Mulroney) , usan el camión de helados de Pam para alcanzar el autobús en el que se encuentra Shadia cuando se va. Jason y Shadia se besan, y él se sube al autobús con ella, mientras que David y Dick, anteriormente separados, se vuelven a conectar. Dick va a su casa en Boca Ratón y encuentra a Lenore allí esperándolo, y tienen relaciones sexuales. 
En la escena poscréditos, podemos ver que tras este encuentro Dick y Lenore tienen un bebé y se casan, y Jason y Shadia se llaman padrinos.

## Reparto
- Robert De Niro como Richard "Dick" Kelly, el abuelo de Jason.[1]
- Zac Efron como Jason Kelly, abogado nieto de Dick.[1]
- Aubrey Plaza como Lenore, chica que quiere tener relaciones sexuales con el abuelo de Jason.[2]
- Zoey Deutch como Shadia, fotógrafa de la antigua clase de Jason.[3]
- Julianne Hough como Meredith Goldstein, la prometida de Jason.[1]
- Dermot Mulroney como David Kelly, hijo de Dick y padre de Jason.
- Jason Mantzoukas como Tan Pam.[4]
- Adam Pally como Nick.[5]
- Jeffrey Bowyer-Champan como Bradley, amigo gay de Shadia y Lenore.
- Henry Zebrowski como Gary Reiter, policía corrupto de Daytona Beach.
- Mo Collins como Jean Finch, policía corrupta de Daytona Beach.
- Danny Glover como Stinky, amigo de Dick.

## Producción

### Casting
El 5 de septiembre de 2014, Zac Efron y Robert De Niro fueron elegidos. El 9 de diciembre, Zoey Deutch fue elegida como la protagonista femenina. Las llamadas para casting han empezado desde noviembre.

### Filmación
La filmación comenzó el 5 de enero de 2015 en Atlanta, Georgia y Florida.

### Lanzamiento
La película se estrenó el 26 de febrero de 2016.

## Recepción
Dirty Grandpa recibió críticas mayormente negativas por parte de la crítica y la audiencia, en el sitio Rotten Tomatoes tiene una calificación de 11% basada en 110 reseñas, con una puntuación de 2.8/10. La página Metacritic le ha dado a la película una puntuación de 18 de 100, basada en 21 críticas, indicando "abrumadoramente odiada". Las audiencias de CinemaScore le dieron al filme una puntuación de "B" en una escala de A+ a F, mientras que en el sitio IMDb los usuarios le han dado una puntuación de 6.1/10, sobre la base de más de 13 000 votos. No obstante, haciendo una comparación entre los costos y lo recaudado, se ha de admitir que fue un éxito comercial.